# Bombaim
Bombaim (parfois Bombain) est un village de Sao Tomé-et-Principe, établi sur le site d'une ancienne roça, au centre de l'île de São Tomé, à 6 km au sud de Monte Café et à 5 km de Trindade, dans le district de Mé-Zóchi.

## Environnement
Entouré de pics (Formosa Grande, Formasa Pequeno, Carvalho), Bombaim est situé à une altitude moyenne (551 m), au cœur du massif montagneux central de l'île, en amont de la vallée du rio Abade.

À proximité, deux cascades alimentent la rivière, qui poursuit son cours dans des gorges encaissées en contrebas de la route.

Bombaim est doté d'un climat tropical de type Am, selon la classification de Köppen. La température moyenne annuelle est de 21,4 °C. Les précipitations sont importantes tout au long de l'année avec une saison sèche courte.

On y accède par une piste en terre, bordée de grands arbres.

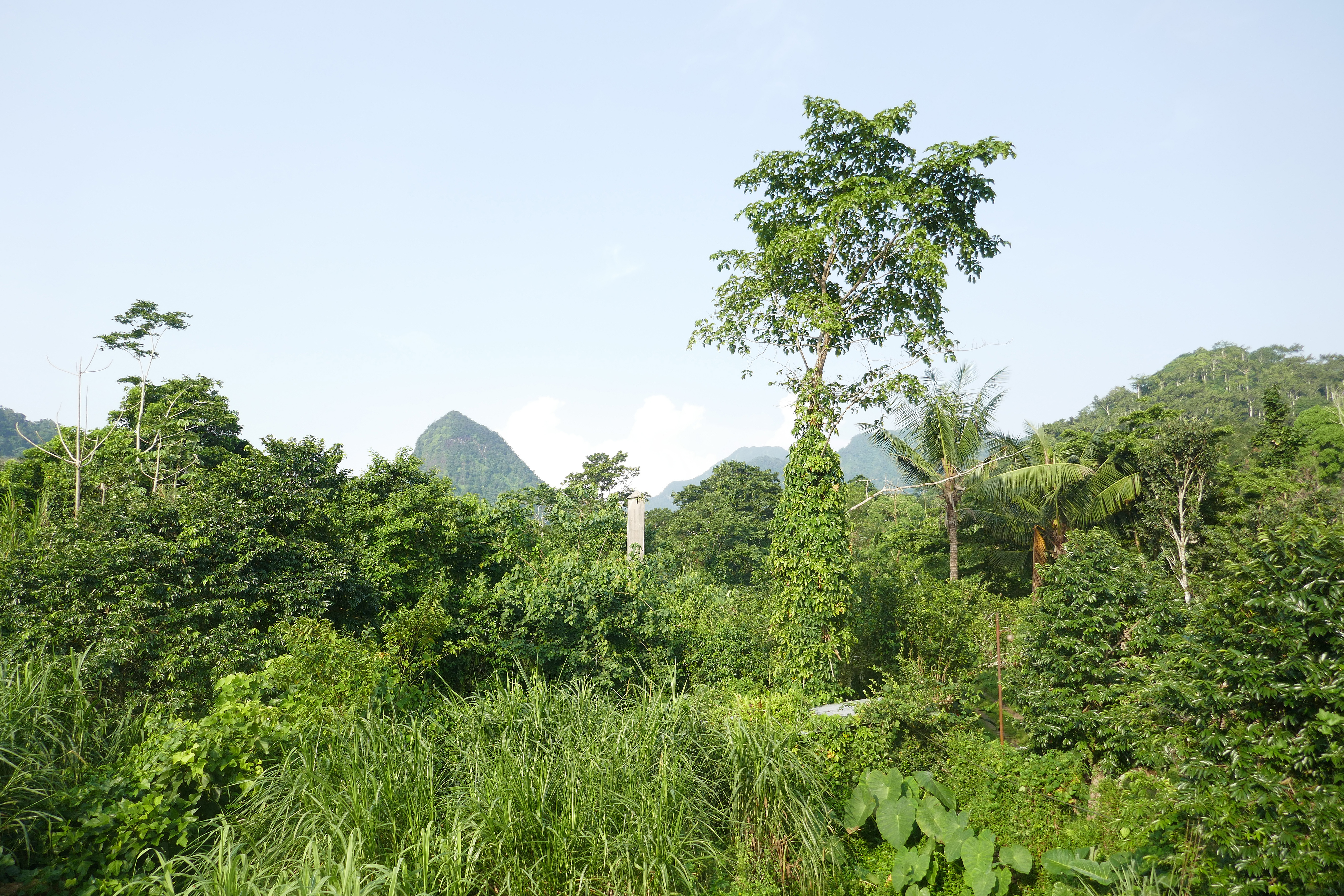
Végétation luxuriante.
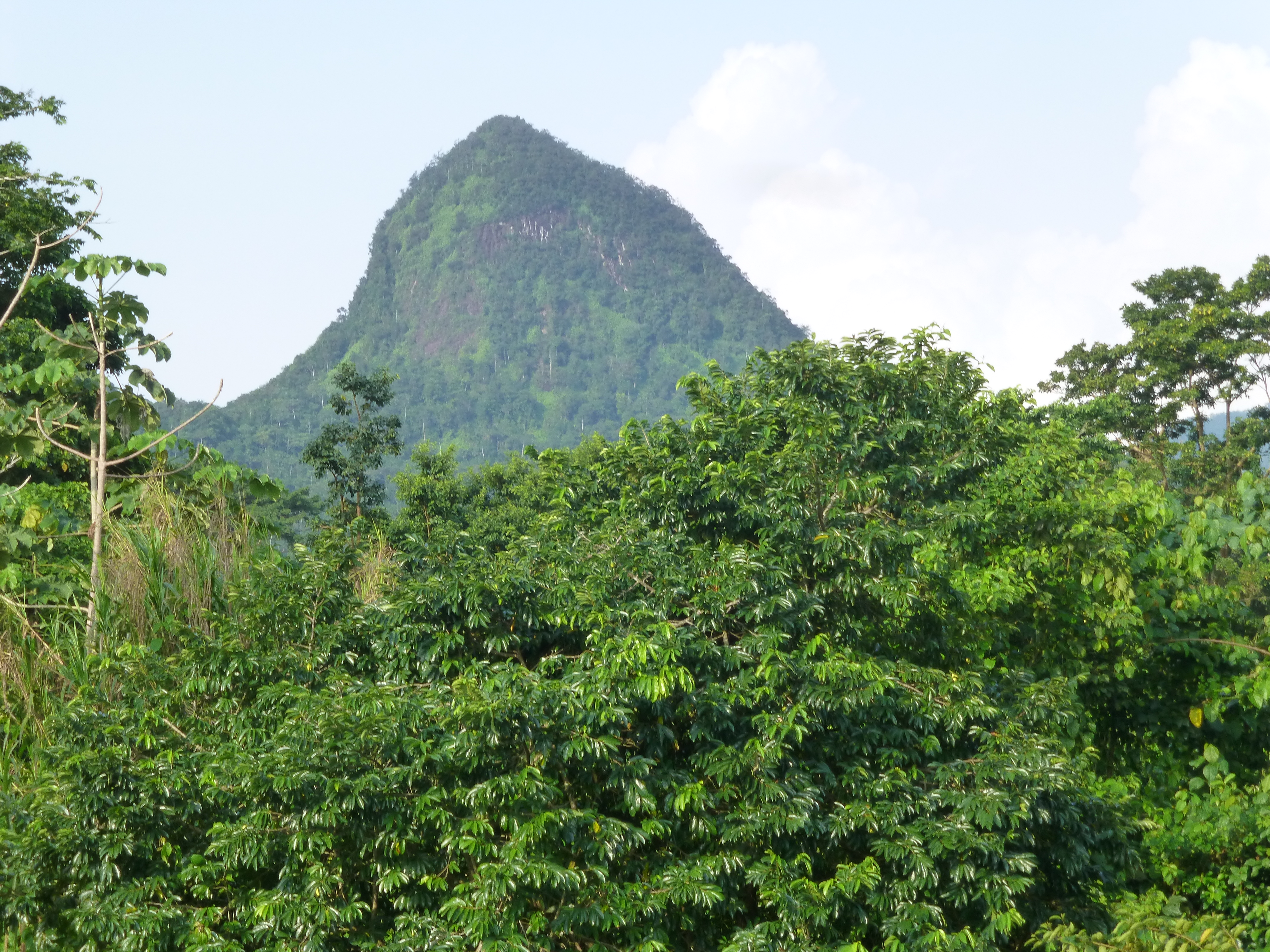
Un pic.
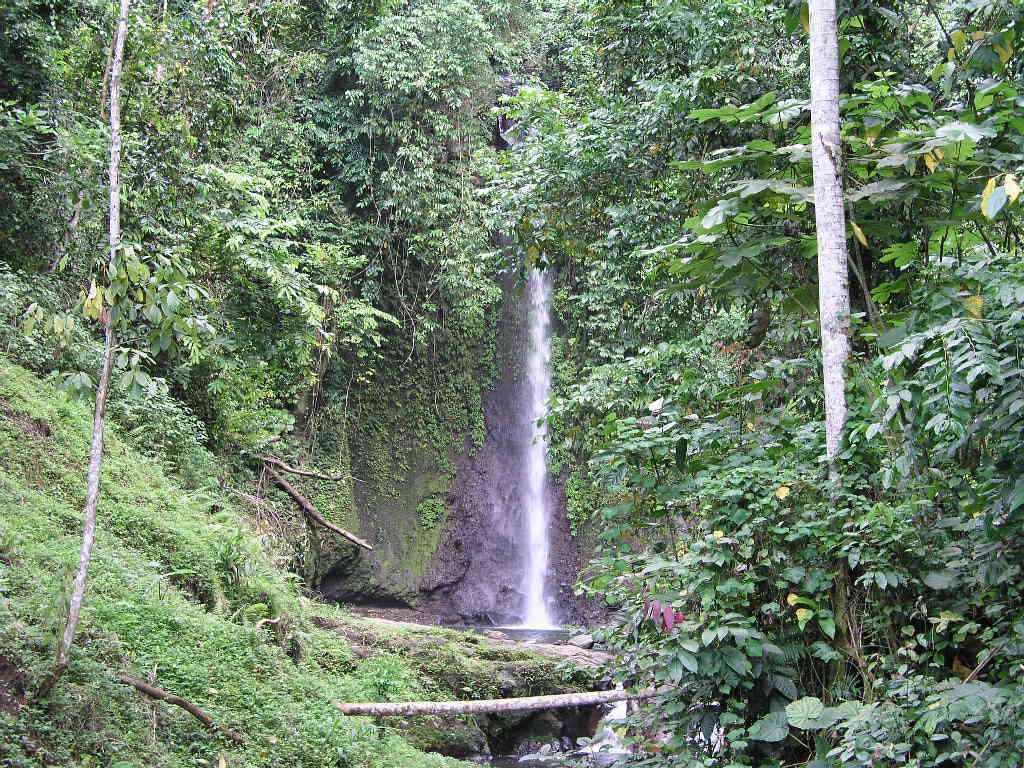
L'une des cascades.
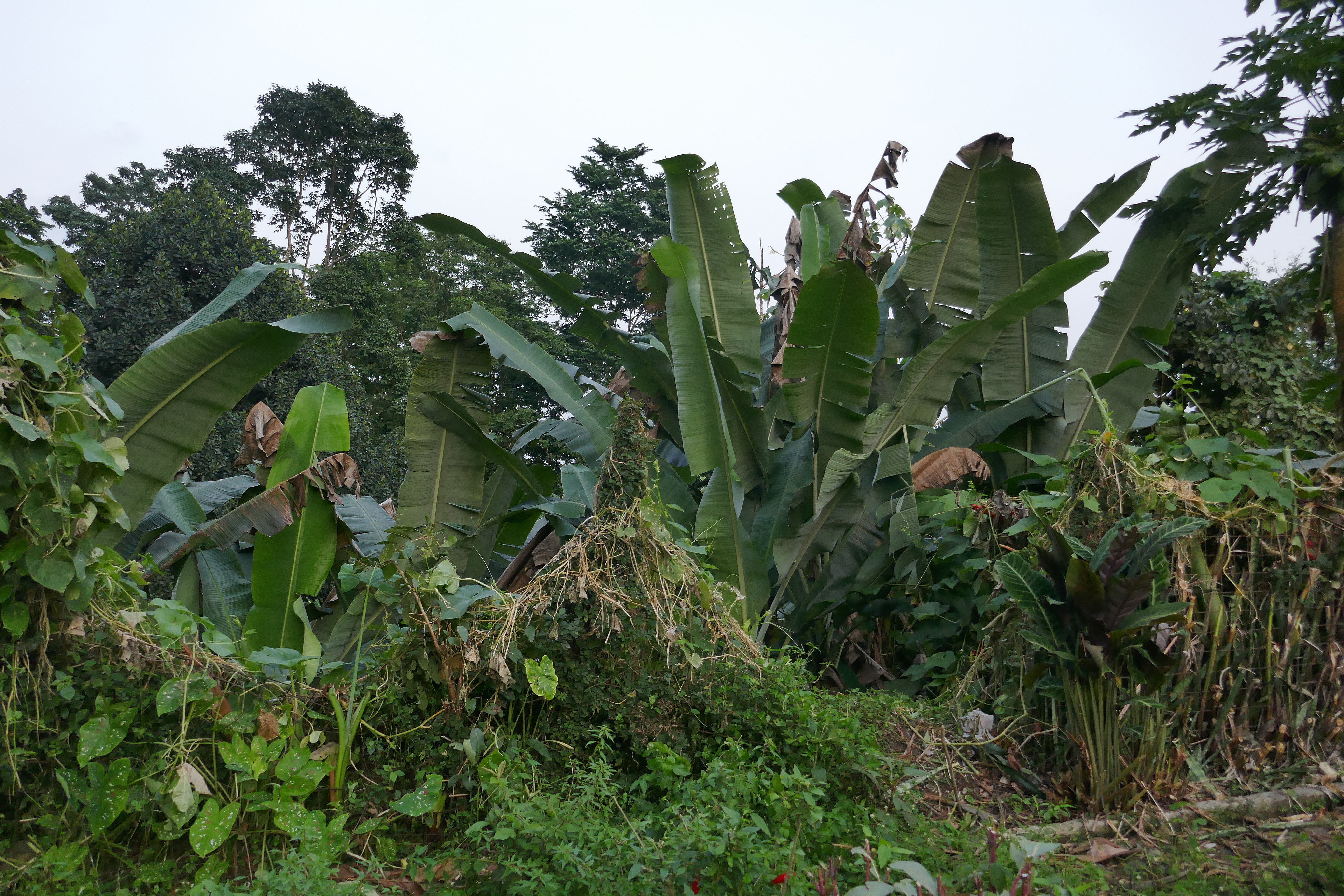
Bananiers.

## Population
Lors du recensement de 2001, la localité comptait 30 habitants.

Lors de celui de 2012, on n'en dénombrait plus que 18.

Vestiges de l'ancienne roça.
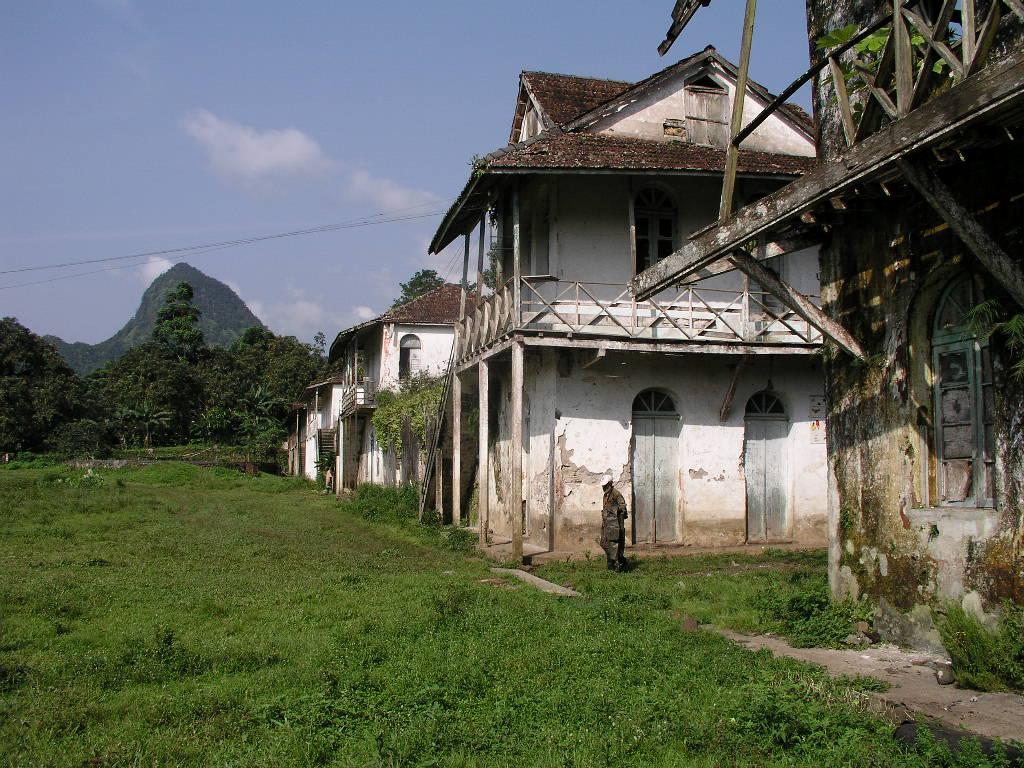
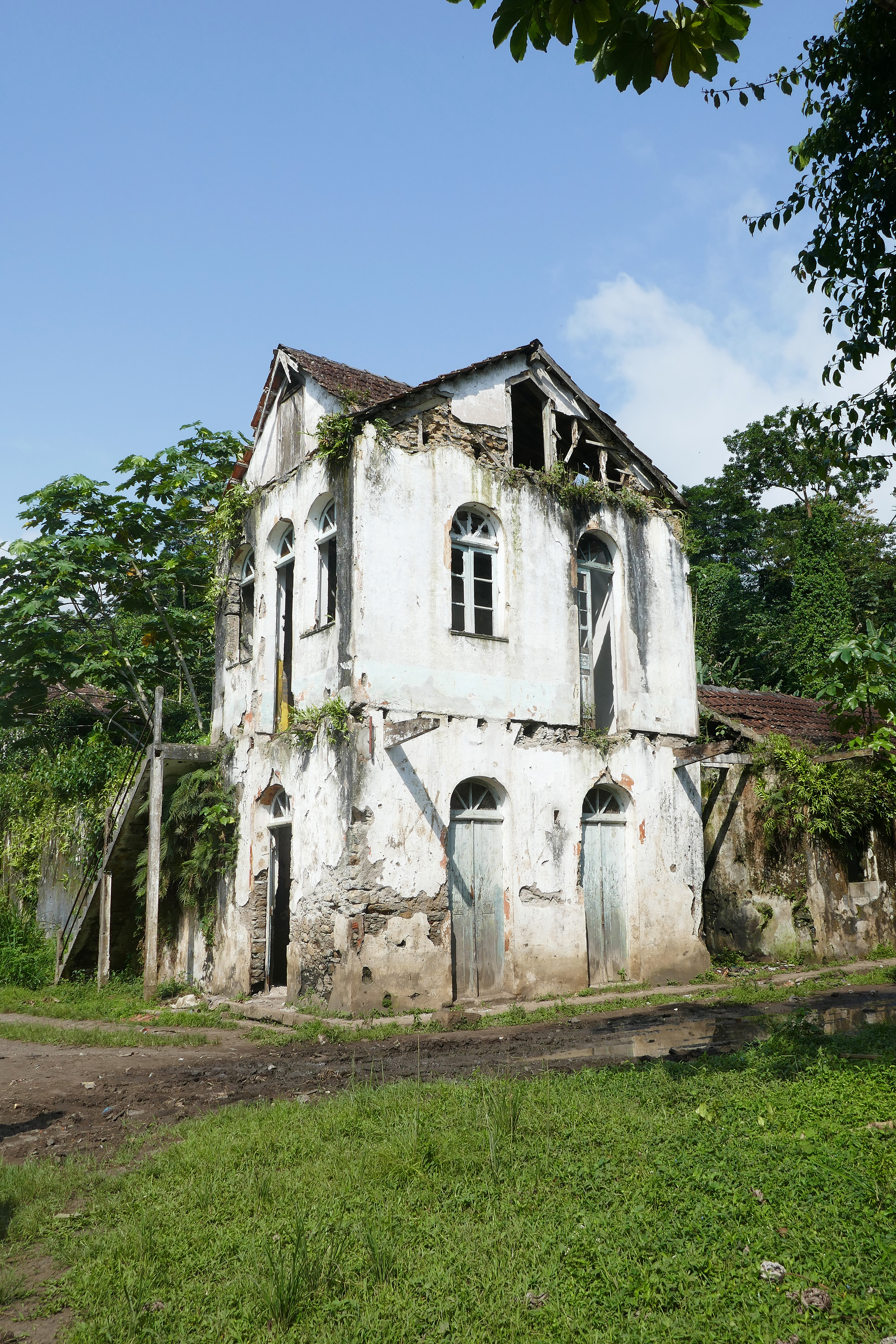
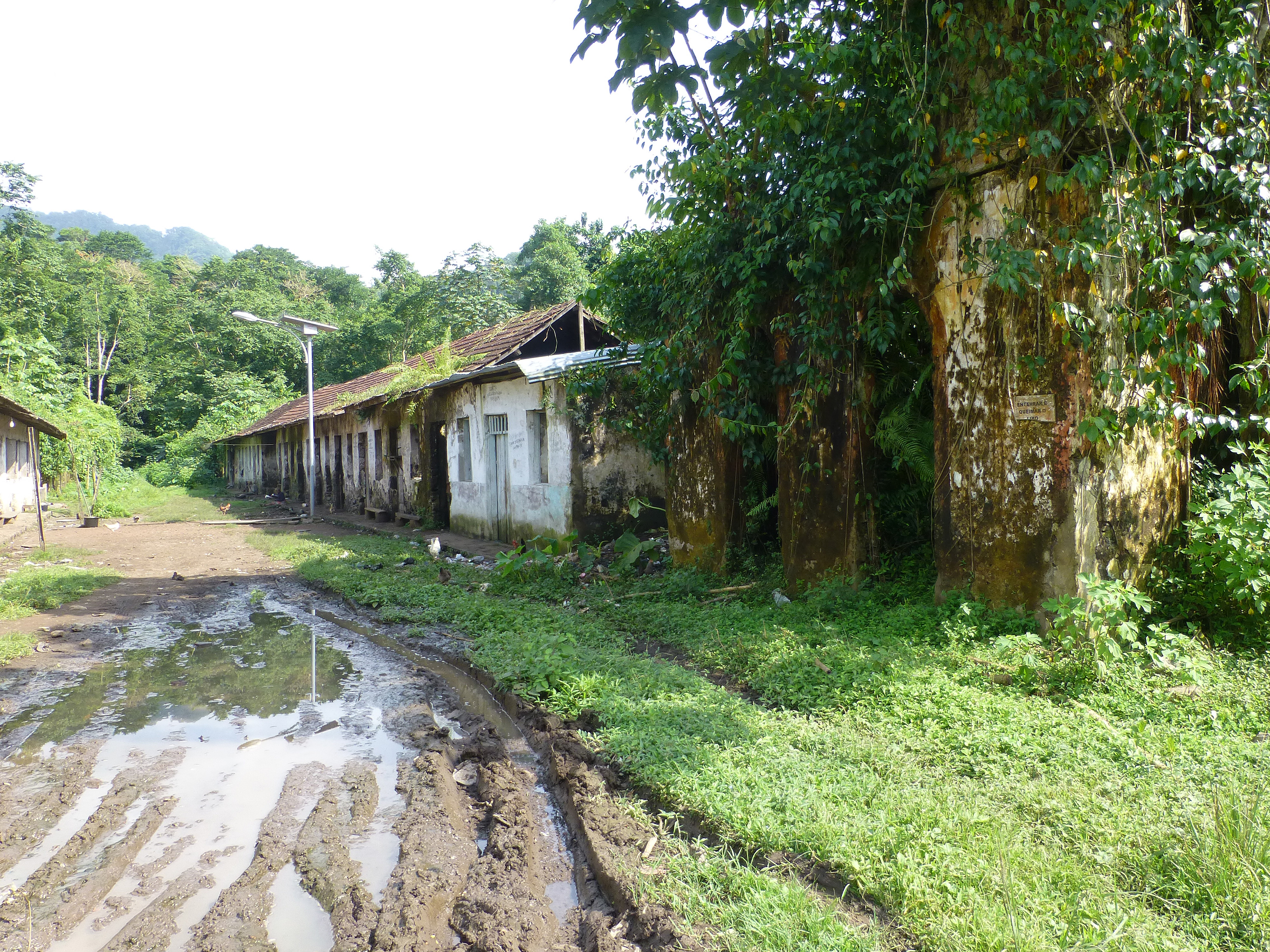
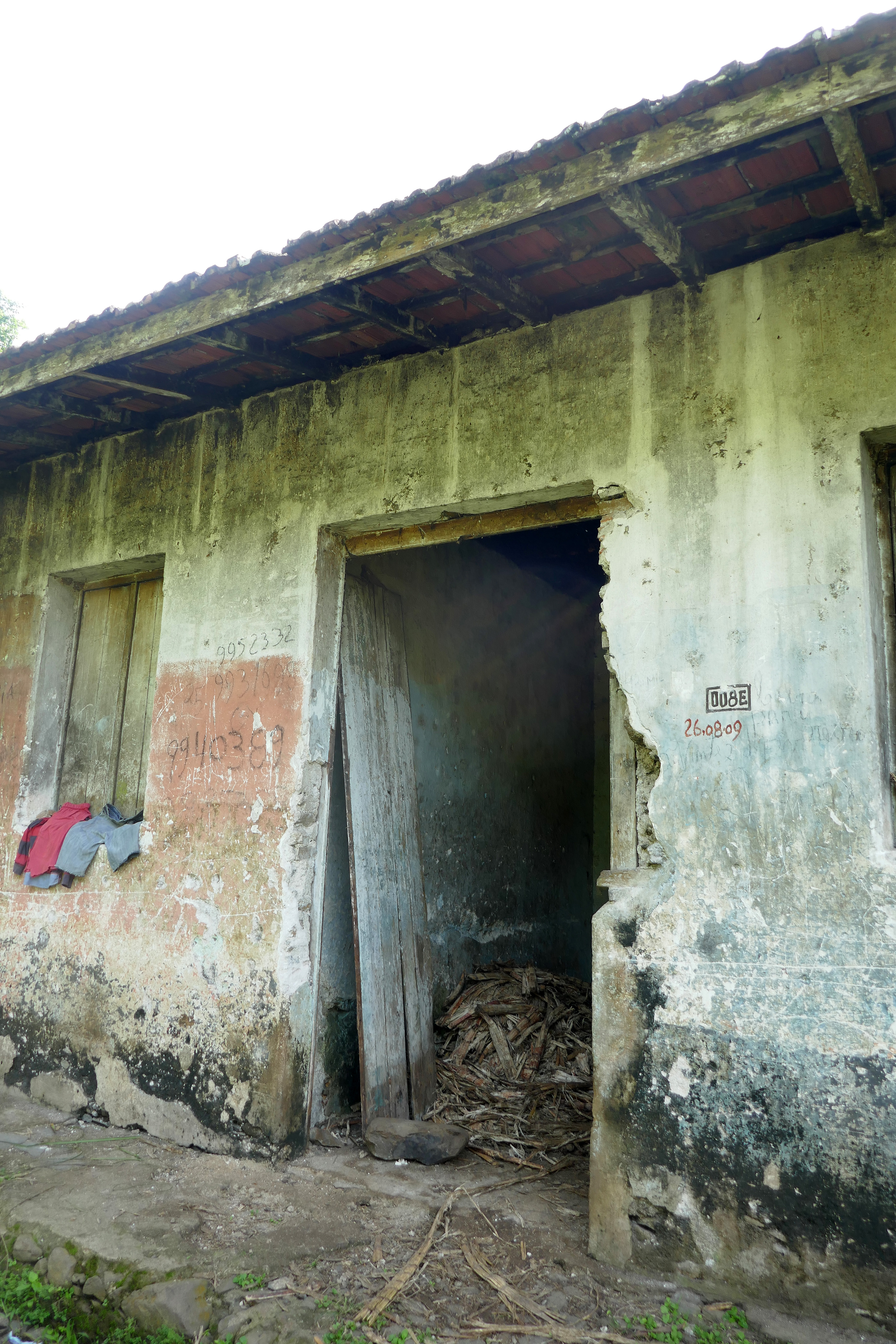

## Roça
Historiquement, la roça Bombaim, qui n'existe plus en tant que telle, a d'abord fait partie de la roça Milagrosa. 
Photographies et croquis réalisés en 2010 mettent en évidence la disposition des bâtiments, leurs dimensions et leur état à cette date.

## Économie
La trentaine d'habitants du village vivent aujourd'hui de l'agriculture (cacao, café, huile de palme), de l'élevage et de l'écotourisme.
Du fait de sa situation centrale, Bombaim bénéficie de l'essor du tourisme rural et de randonnée dans l'île. Le bâtiment de l'ancienne administration, transformé en pousada proposant hébérgement et restauration, accueille les voyageurs qui visitent les nombreuses roças de la région, par exemple celle de Monte Café, également le parc naturel Obô, Lagoa Amélia, la cascade de São Nicolau, le jardin botanique de Bom Sucesso, voire ceux qui entreprennent l'ascension du point culminant de l'île, le pico de São Tomé.

Reconversion touristique.
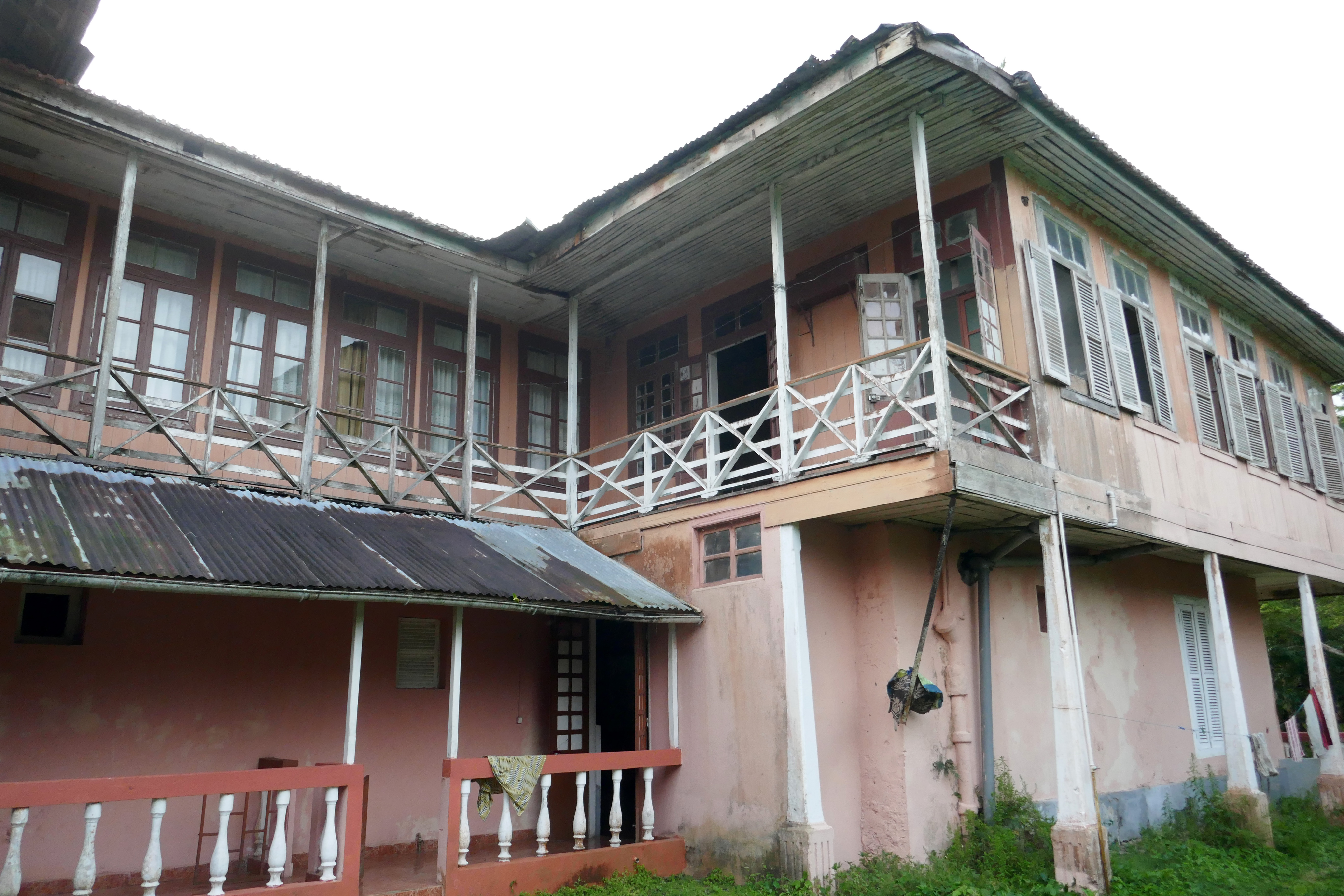
Réhabilitation architecturale.
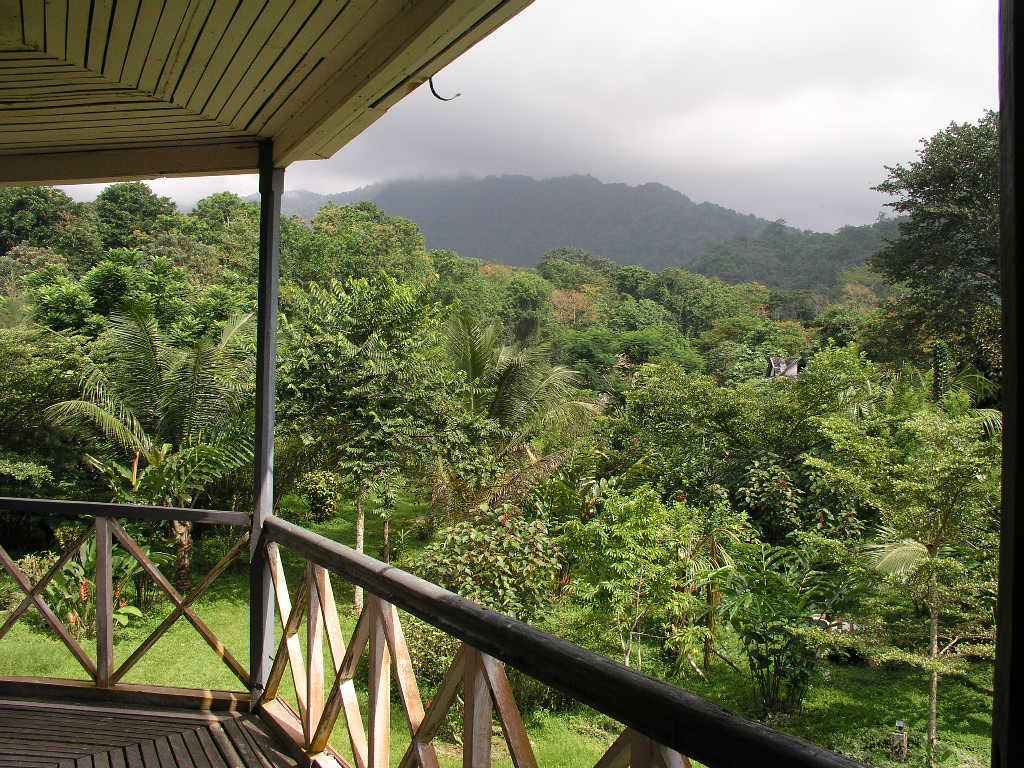
Panorama sur la vallée.
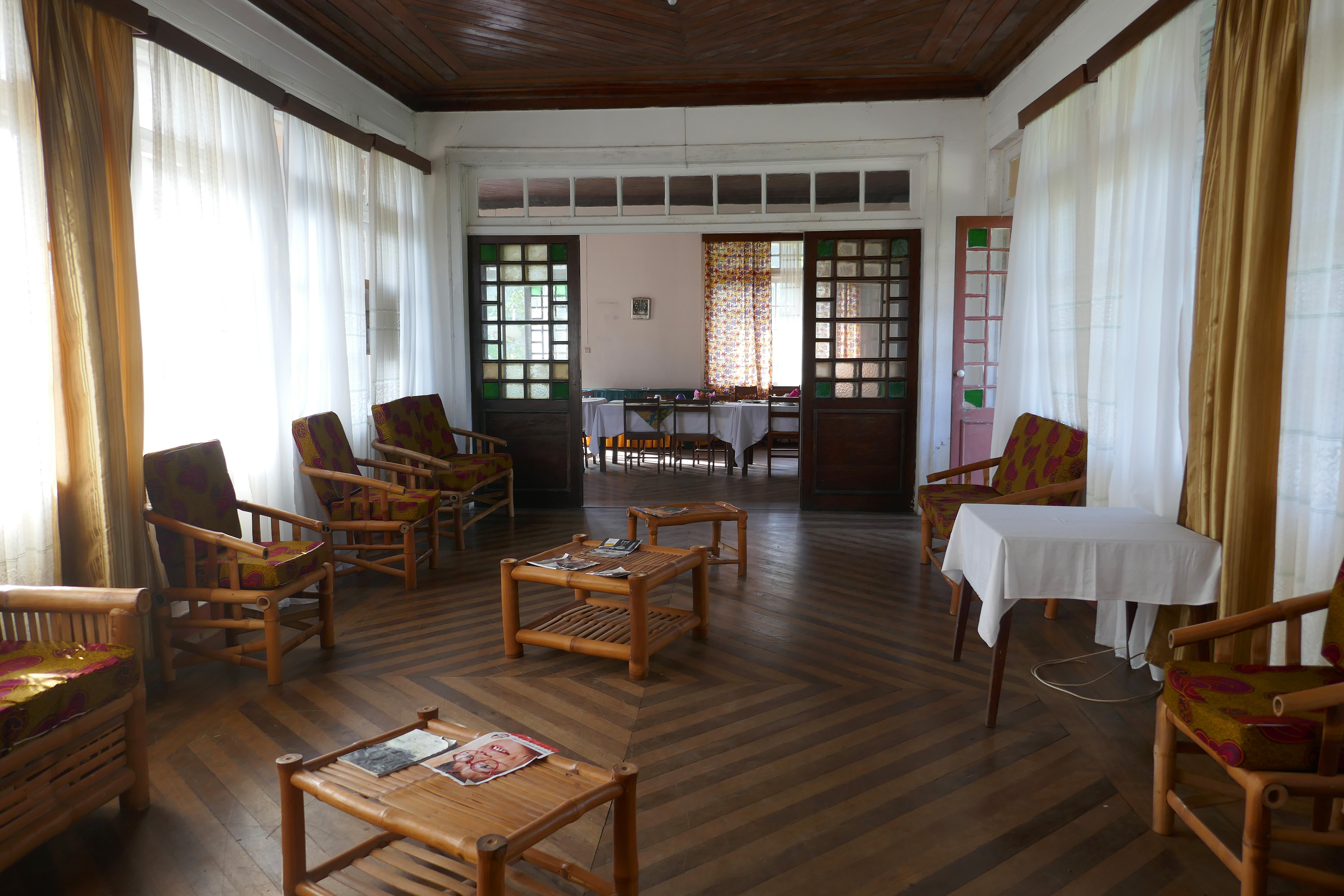
Décoration intérieure.
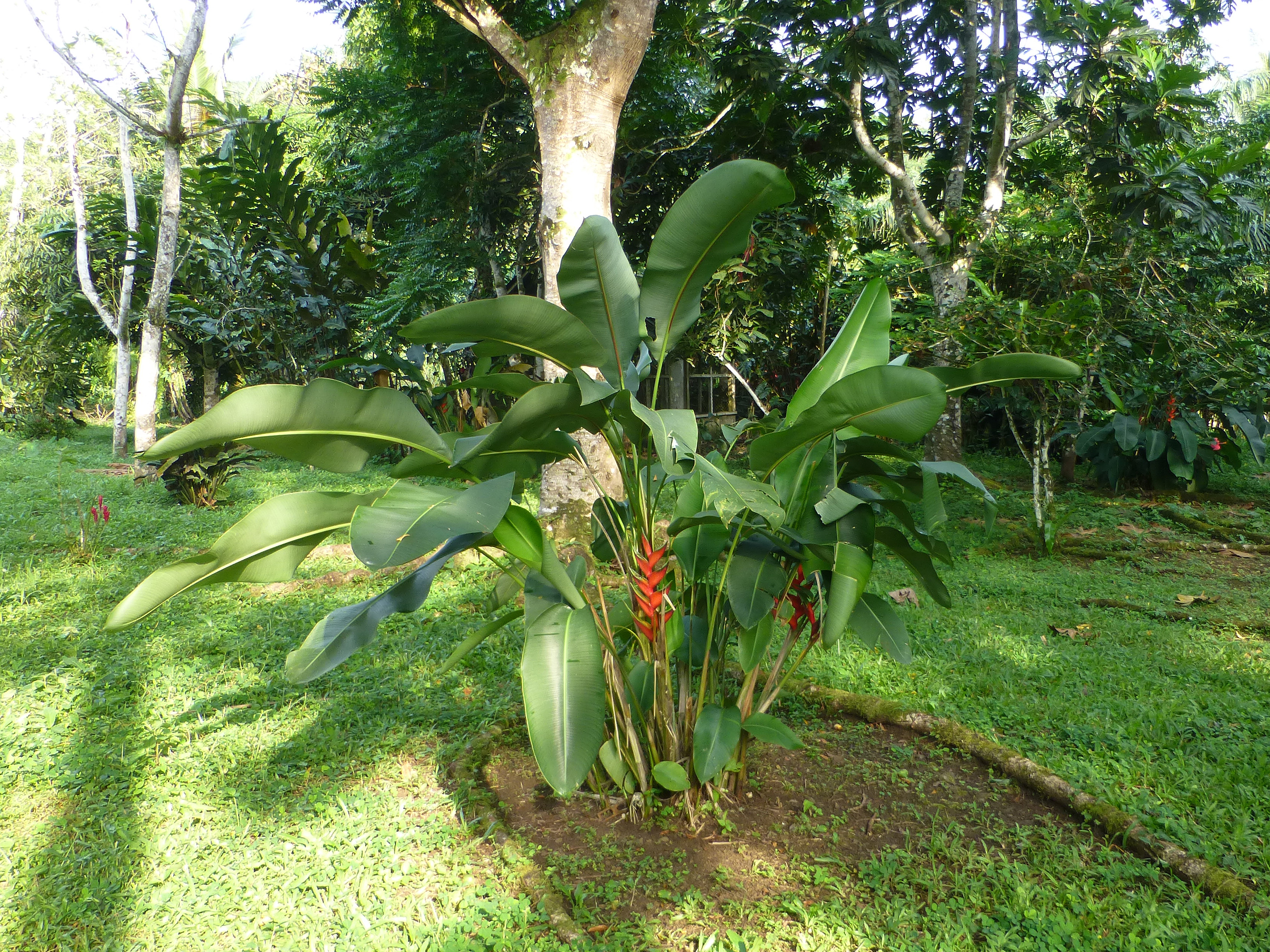
Jardins.
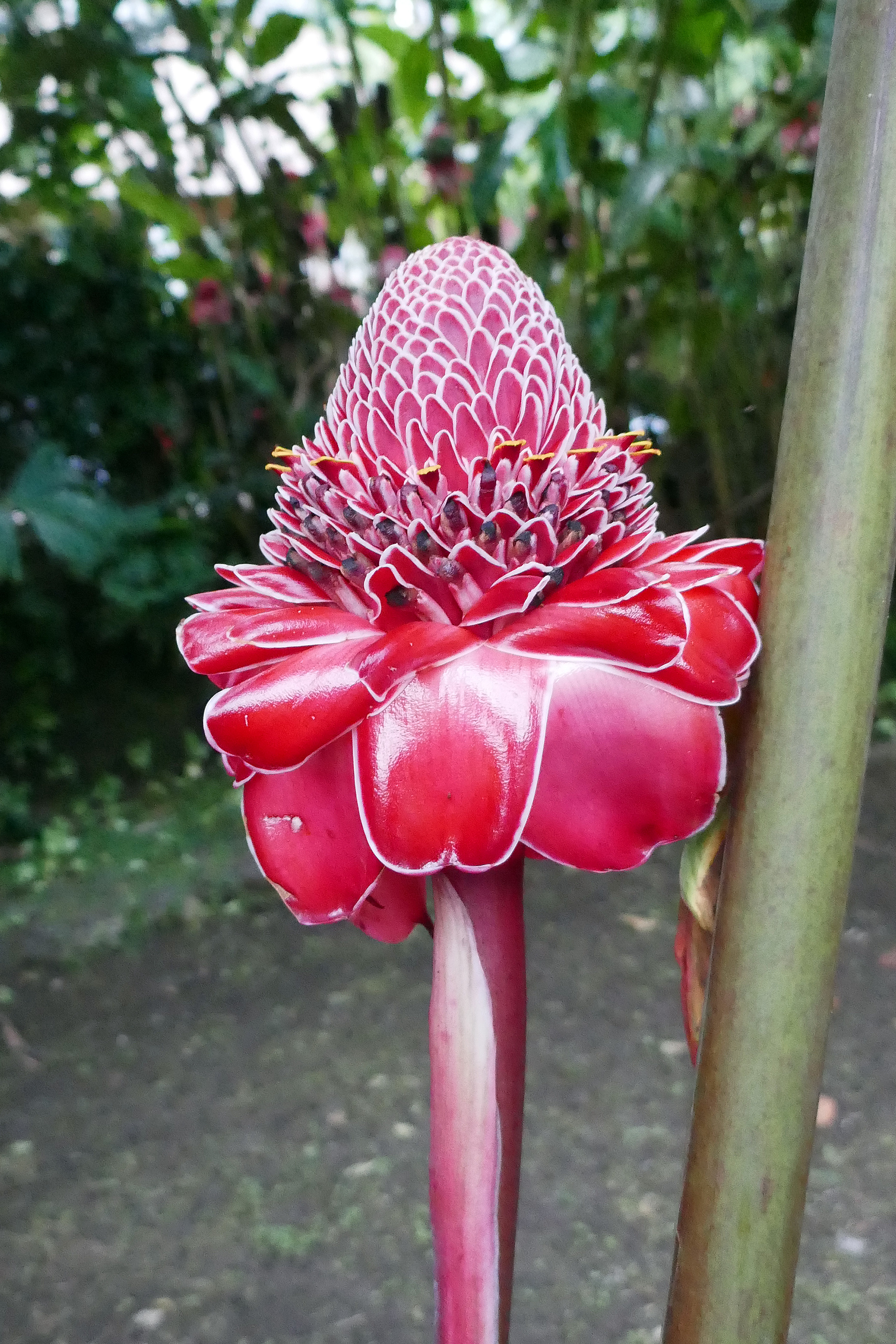
Etlingera elatior.